# Band São Paulo
Band São Paulo é uma emissora de televisão brasileira sediada em São Paulo, capital do estado homônimo. Opera no canal 13 (23 UHF digital) e é uma emissora própria e matriz da Band, cobrindo a Região Metropolitana de São Paulo e parte do interior paulista.

## História
A TV Bandeirantes São Paulo entrou no ar pela primeira vez no dia 13 de maio de 1967 com um discurso de seu fundador, o empresário João Jorge Saad, seguido por um show dos cantores Agostinho dos Santos e Cláudia, que abriram as transmissões. Estavam presentes o presidente da república Arthur da Costa e Silva, o governador de São Paulo Abreu Sodré, o prefeito da capital paulista Faria Lima, além de ministros e secretários de estado. Na frente da sede da emissora foram montados um parque infantil e um circo gratuito para famílias de menor poder aquisitivo. Durante dois dias houve gincanas e brincadeiras, com distribuição de brindes comemorativos e foram sorteadas 5 casas para mães pobres.

## Sinal digital
| Canal virtual | Canal digital | Resolução de tela | Programação                                    |
| ------------- | ------------- | ----------------- | ---------------------------------------------- |
| 13.1          | 23 UHF        | 1080i             | Programação principal da Band São Paulo / Band |

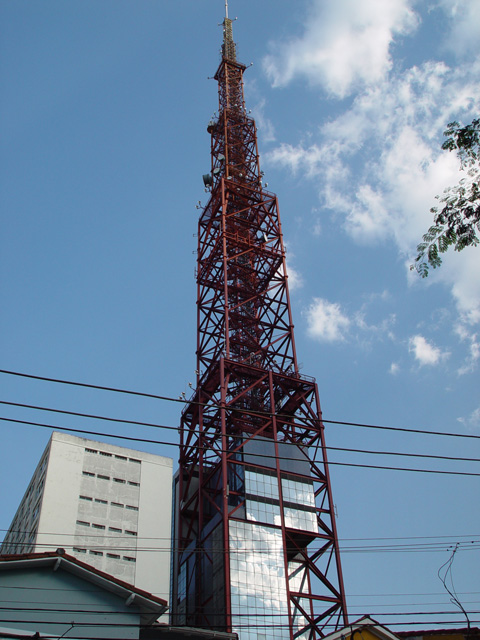
Torre da emissora no bairro da Consolação

A Band São Paulo estreou seu sinal digital em São Paulo pelo canal 23 UHF, em 2 de dezembro de 2007, data do início das transmissões de TV digital no Brasil. As primeiras produções exibidas em alta definição foram o Jornal da Band e a telenovela Dance Dance Dance, que mesmo tendo estreado antes da implantação do sinal digital (1.º de outubro) já era produzida e finalizada no formato. Até 2010, a maioria dos programas exibidos pela emissora já era totalmente produzida em HD.

### Transição para o sinal digital
Com base no decreto federal de transição das emissoras de TV brasileiras do sinal analógico para o digital, a Band São Paulo, bem como as outras emissoras da Região Metropolitana de São Paulo, cessou suas transmissões pelo canal 13 VHF em 29 de março de 2017, seguindo o cronograma oficial da ANATEL.